# 长深高速动车组列车
长深高速动车组列车是中华人民共和国中国铁路高速的列车运营路线。目前始发、终到站包括长沙南站、岳阳东站、深圳北站，以及深圳坪山站。最早的列车车次开行于2012年4月1日。

## 历史
- 2012年4月1日，武广高速铁路与广深高速铁路实现对接，长沙南至深圳北以及深圳北至长沙南均首发G6001-G6002次、G6011-G6022、G6026-G6032次列车[1][2][3]。
- 2018年9月23日，G6037/40次列车正式发车，由原长沙南至福田的G6023/G6028次列车调整为长沙南至深圳坪山站的G6037/G6040次[4][5]。
- 2019年1月3日，深圳北-长沙南的G6022/7次列车延长至岳阳东[6]。

## 历年事故
- 2015年9月9日上午，由长沙南开往深圳北的高铁G6011次列车在耒阳西站附近发生撞人事故，导致一人被撞身亡[7][8]。